# Les Boussicats (Auxerre)
Les Boussicats est un quartier de l'Ouest de la ville d'Auxerre entre les Hauts d'Auxerre et le Centre-ville. Quartier résidentiel composé essentiellement d'habitat individuel, c'est la porte d'entrée de la ville d'Auxerre par la Porte du Temple et le Passage Soufflot. Le multiplexe cinématographique d'Auxerre est situé sur le quartier des Boussicats. Population (1999) : 2 264 habitants.